# Matese-hegység
A Matese-hegység (röviden Matese) az olaszországi Középső-Appenninek egyik vonulata, Molise és Campania régiók határán. Legmagasabb csúcsa a Monte Miletto (2050 m), majd a Monte Gallinola, Monte Mutria, Monte Monaco di Gioia és a Monte Maio. Nyugaton a Volturno folyó völgye határolja, mely elválasztja a Trebulani-hegység vonulatától. Keleten a Molisei-Elő-Appenninek vonulata határolja. Mészkő- és agyagos kőzetrétegekből épül fel. 
A hegyvonulat mintegy 60 km hosszan és 25 km szélességben terjed ki. Területe a Matese Regionális Park része.
A hegységben egy glaciális eredetű tó, a Matese-tó található, valamint két víztározó a Lete folyón.

## Külső hivatkozások
- Matese Regionális Park honlapja Archiválva 2021. február 28-i dátummal a Wayback Machine-ben
- Monti del Matese